# Anderson (Etowah County, Alabama)
Anderson, auch bekannt unter den Namen Anderson Crossroad oder Anderson Crossing, ist ein gemeindefreies Gebiet im Etowah County im US-Bundesstaat Alabama in den Vereinigten Staaten.

## Geographie
Anderson liegt im Nordosten des Bundesstaates Alabama im Süden der Vereinigten Staaten. Es befindet sich in unmittelbarer Nähe zum Coosa River, der bei Montgomery in den Alabama River übergeht und schließlich als Mobile River in den Mobile Bay und den Golf von Mexiko mündet.
Nahegelegene Orte sind unter anderem Gadsden (2 km südwestlich), Hokes Bluff (5 km südöstlich), Glencoe (6 km südlich) und Rainbow City (11 km südwestlich). Die nächste größere Stadt ist mit 212.000 Einwohnern das knapp 85 Kilometer südwestlich entfernt gelegene Birmingham.

## Verkehr
Anderson ist unmittelbar am U.S. Highway 411 gelegen. 6 Kilometer nordwestlich verläuft außerdem der Interstate 59, der auf 715 Kilometern von Louisiana bis nach Georgia verläuft.
95 Kilometer südwestlich des Ortes befindet sich außerdem der Birmingham-Shuttlesworth International Airport.